# 1943 a tudományban
Az 1943. év a tudományban és a technikában.

## Díjak
- Nobel-díjak
  - Fizikai Nobel-díj: Otto Stern
  - Fiziológiai és orvostudományi Nobel-díj: Carl Peter Henrik Dam, Edward Adelbert Doisy
  - Kémiai Nobel-díj: Hevesy György

## Születések
- január 14. – Ralph Steinman Nobel-díjas (megosztva) kanadai immunológus, sejtbiológus († 2011)
- január 14. – Shannon Lucid amerikai űrhajós
- február 4. – Kenneth Lane Thompson amerikai számítástechnikus
- február 19. – Tim Hunt Nobel-díjas (megosztva) angol biokémikus
- február 20. – Alekszandr Alekszandrov orosz, szovjet űrhajós
- március 19. – Mario J. Molina Nobel-díjas (megosztva) mexikói kémikus
- június 23. – Vint Cerf amerikai matematikus és informatikus, akit gyakran az Internet egyik alapító atyjaként említenek
- június 28. – Klaus von Klitzing Nobel-díjas német fizikus, a kvantum Hall-effektus felfedezésével vált ismertté
- augusztus 3. – Bollobás Béla magyar matematikus, a Cambridge-i Egyetem professzora
- augusztus 14. – Simon Imre budapesti születésű brazil informatikus († 2009)
- augusztus 29. – Arthur B. McDonald Nobel-díjas kanadai asztrofizikus
- december 23. – Mihail Gromov orosz, francia matematikus, a Magyar Tudományos Akadémia tiszteleti tagja

## Halálozások
- január 7. – Nikola Tesla szerb-amerikai fizikus, feltaláló, villamos- és gépészmérnök (* 1856)
- február 14. – David Hilbert német matematikus (* 1862)
- február 28. – Alexandre Yersin svájci orvos, bakteriológus, a róla elnevezett yersinia pestis baktérium felfedezője (* 1863)
- április 8. – Hirajama Kijocugu japán csillagász (* 1874)
- június 26. – Karl Landsteiner osztrák biológus és orvos (* 1868)
- október 9. – Pieter Zeeman holland fizikus. 1902-ben megosztott fizikai Nobel-díjat kapott Hendrik Lorentz-cel, amiért felfedezte a róla elnevezett Zeeman-effektust (* 1865)
- október 28. – Stein Aurél magyar származású Kelet-kutató, az MTA tiszteleti tagja, aki brit alattvalóként lett világhírű (* 1862)